# 無緣社會
無緣社會（日语：無縁社会）是2010年日本放送協會《NHK特集》播出的探討人際關係疏遠的專題，而後發展成一個新創詞，意思為：「在高度成長的過程中，許多維繫人際關係的傳統逐漸被打破，個人與個人之間不再有任何關係及血緣」。
所謂「無緣」，是指一個人失去所有緣份連繫，總括三大緣：「社緣、血緣、地緣」。

## 關聯條目
- 家里蹲
- 下流老人

## 相关图书
- 《无缘社会》上海译文出版社，ISBN 9787532764266（作者：日本NHK特别节目录制组，译者：高培明）[4]